# Бесонг Ашу, Сиприан
Сиприан Бесонг Ашу (нем. и фр. Cyprian Besong Ashu; 21 октября 1969, Германия) — немецкий и камерунский футболист и тренер.

## Сборная
Бесонг Ашу родился в ФРГ, однако значительную часть своей карьеры он провёл в Камеруне в командах из Премьер-дивизиона. В 23 года он вернулся в Германию, где долгое время играл во вторых командах «Фортуны» и «Боруссии» из Мёнхенгладбаха.
После завершения карьеры Бесонг Ашу занялся тренерской работой. Долгое время он руководил любительскими коллективами из Германии и Англии. В 2015 году специалист входил в тренерский штаб молодёжного состава «Лестер Сити». Помимо этого наставник трудился с клубами из Бурунди и Омана, а также некоторое время возглавлял молодёжную сборную Камеруна.
В июле 2019 года Сиприан Бесонг Ашу был назначен на должность главного тренера сборной Южного Судана.